# سايمور فريدمان
سايمور فريدمان (بالإنجليزية: Seymour Friedman)‏ هو مخرج أمريكي، ولد في 17 أغسطس 1917 في ديترويت في الولايات المتحدة، وتوفي في 2 أبريل 2003 في لوس أنجلوس في الولايات المتحدة.

## وصلات خارجية
- سايمور فريدمان على موقع IMDb (الإنجليزية)
- سايمور فريدمان على موقع أول موفي (الإنجليزية)
- سايمور فريدمان على موقع قاعدة بيانات الأفلام السويدية (السويدية)
- سايمور فريدمان على موقع قاعدة بيانات الفيلم (الإنجليزية)
- سايمور فريدمان على موقع كينوبويسك (الروسية)